# Antony Starr
Pour les articles homonymes, voir Starr.
Antony Starr, né le 25 octobre 1975 à Wellington (Nouvelle-Zélande), est un acteur néo-zélandais.

## Biographie
Antony Starr est né le 25 octobre 1975 à Wellington, Nouvelle-Zélande.

## Carrière
Il commence sa carrière en 1995 lors de deux épisodes de Xena, la guerrière.
Il obtient un rôle plus important en 2001 dans la série Mercy Peak, jusqu'en 2003.
Il débute au cinéma en 2004 dans Jusqu'au cou de Steven Brill aux côtés de Dax Shepard, Matthew Lillard et Seth Green, ainsi que dans le film In My Father's Den de Brad McGann.
De 2005 à 2010, il incarne les frères jumeaux Jethro et Van West dans la série télévisée à succès Outrageous Fortune (en).
En 2012, il est présent aux côtés de Joel Edgerton et Teresa Palmer dans Wish You Were Here de Kieran Darcy-Smith. Son rôle lui vaudra de remporter deux fois le prix du meilleur acteur dans un second rôle lors des Australian Academy of Cinema and Television Arts Awards et Film Critics Circle of Australia Awards en 2013.
De 2013 à 2016, il joue le Shérif Lucas Hood dans Banshee.
À partir de 2019, il incarne le super-héros Le Protecteur dans The Boys, diffusé sur Amazon Prime.
En 2023, il tourne dans The Interpreter de Guy Ritchie avec Jake Gyllenhaal et Alexander Ludwig.

## Filmographie

### Cinéma
- 2004 : Jusqu'au cou (Without a Paddle) de Steven Brill : Billy Newwood
- 2004 : In My Father's Den de Brad McGann : Gareth
- 2006 : Burt Munro (The World's Fastest Indian) de Roger Donaldson : Jeff
- 2006 : No. 2 de Toa Fraser : Shelly
- 2010 : After the Waterfall de Simone Horrocks : John
- 2012 : Wish You Were Here de Kieran Darcy-Smith : Jeremy King
- 2019 : Gutterbee d'Ulrich Thomsen : Mike Dankworth McCoid
- 2023 : The Covenant de Guy Ritchie : Eddie Parker
- 2023 : La Maison du mal (Cobweb) de Samuel Bodin : Mark
- 2025 : G20 de Patricia Riggen : Rutledge

### Télévision

#### Séries télévisées
- 1995 - 1996 : Xena, la guerrière (Xena : Warrior Princess) : Mesas / David
- 2001 - 2003 : Mercy Peak : Todd Van der Velter
- 2004 : Serial Killers : Dean Crocker
- 2005 - 2010 : Outrageous Fortune : Jethro West / Van West
- 2011 : Rush : Charlie Lewis
- 2012 : Tricky Business : Matt Sloane
- 2012 : Lowdown : Stuart King
- 2013 - 2016 : Banshee : Lucas Hood
- 2016 : American Gothic : Garrett Hawthorne
- Depuis 2019 : The Boys : John Gillman / Le Protecteur
- 2023 : Gen V : John Gillman / Le Protecteur

#### Téléfilms
- 2003 : La Montagne en colère (Terror Peak) de Dale G. Bradley : Jason
- 2004 : Not Only But Always de Terry Johnson : Le conducteur de taxi à Los Angeles
- 2023: the extractor 2 de Sam Hargrave

### Jeux vidéos
- 2022 : Call of Duty: Modern Warfare II : Le Protecteur (voix)
- 2023 : Mortal Kombat 1 : Le Protecteur

## Distinctions

### Récompenses
- 2005 : Qantas Television Awards du meilleur acteur dans une série télévisée dramatique Outrageous Fortune
- Australian Academy of Cinema and Television Arts Awards 2013 : Meilleur acteur dans un second rôle pour Wish You Were Here
- Film Critics Circle of Australia Awards 2013 : Meilleur acteur dans un second rôle pour Wish You Were Here
- 2020 : IGN Summer Movie Awards de la meilleure performance dramatique dans une série télévisée dramatique pour The Boys
- 2021 : Critics' Choice Super Awards du meilleur acteur et du meilleur vilain dans une série télévisée dramatique pour The Boys
- 2023 : Critics' Choice Super Awards du meilleur acteur et du meilleur vilain dans une série télévisée dramatique pour 'The Boys
- 2024 : Astra Television Awards du meilleur acteur dans une série télévisée dramatique pour The Boys

### Nominations
- 2006 : New Zealand Screen Awards de la meilleure performance pour un acteur dans une série télévisée dramatique pour Outrageous Fortune
- 2009 : New Zealand Film and TV Awards de la meilleure performance pour un acteur dans une série télévisée dramatique pour Outrageous Fortune
- 2011 : New Zealand Film and TV Awards de la meilleure performance pour un acteur dans un téléfilm dramatique pour Spies and Lies
- 2011 : New Zealand Film and TV Awards de la meilleure performance pour un acteur pour After the Waterfall
- Australian Film Critics Association Awards 2013 : Meilleur acteur dans un second rôle pour Wish You Were Here
- 2019 : IGN Summer Movie Awards de la meilleure distribution dans une série télévisée dramatique pour The Boys partagé avec Karl Urban, Jack Quaid, Erin Moriarty, Dominique McElligott, Jessie T. Usher, Laz Alonso, Chace Crawford, Tomer Capone, Karen Fukuhara, Nathan Mitchell et Elisabeth Shue.
- 2020 : Blogos de Oro du meilleur acteur dans une série télévisée dramatique pour The Boys
- 2020 : IGN Summer Movie Awards de la meilleure distribution dans une série télévisée dramatique pour The Boys partagé avec Karl Urban, Jack Quaid, Erin Moriarty, Dominique McElligott, Jessie T. Usher, Laz Alonso, Chace Crawford, Tomer Capone, Karen Fukuhara, Nathan Mitchell et Colby Minifie.
- 2020 : Pena de Prata du meilleur acteur dans une série télévisée dramatique pour The Boys
- 2021 : Gold Derby Awards du meilleur acteur dans une série télévisée dramatique pour The Boys
- 2021 : International Online Cinema Awards du meilleur acteur dans une série télévisée dramatique pour The Boys
- 2021 : Online Film & Television Association Awards du meilleur acteur dans une série télévisée dramatique pour The Boys
- 2022 : Pena de Prata du meilleur acteur dans une série télévisée dramatique pour The Boys
- Saturn Awards 2022 : Meilleur acteur d'un programme en streaming pour The Boys
- Critics' Choice Television Awards 2023 : Meilleur acteur dans une série dramatique pour The Boys